# 아라비안 프린스
킴 리너드 네이즐(Kim Renard Nazel, 1965년 6월 7일 ~ )은 아라비안 프린스(Arabian Prince)이라는 이름으로 잘 알려진 미국의 래퍼이다.